# 古市進

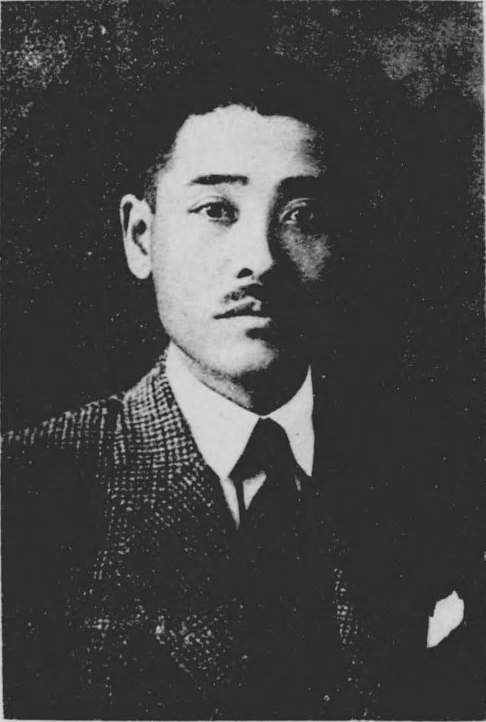
古市 進

古市 進（ふるいち すすむ、1898年（明治31年）2月6日 - 1963年（昭和38年）11月1日）は、大正から昭和時代前期の朝鮮総督府官僚。大邱府尹、京城府尹。

## 経歴・人物
石川県金沢市に生まれる。1922年（大正11年）東京帝国大学法学部政治学科を卒業し、朝鮮総督府に出仕。咸鏡南道属、京畿道警視、朝鮮総督府警察官講習所教授を経て、江原道理事官に発令される。
ついで事務官に転じ、同府警務局附となり、官房外事課に勤務する。哈爾濱および上海駐在を経て、忠清南道事務官に任官する。のち全羅北道警察部長を経て、同内務部長となり、1937年（昭和12年）4月1日付けで大邱府尹に発令される。府尹を辞したのち、黄海道、京畿道各内務部長を経て、1942年（昭和17年）5月、京城府尹となった。